# Francisca de Aculodi
Francisca de Aculodi (San Sebastián?, siglo XVII- siglo XVIII?) fue una periodista española pionera del periodismo español.

## Biografía
Francisca de Aculodi es considera la primera mujer que se dedicó al periodismo, entre 1687 y 1689, anterior a la británica Elizabeth Mallet, fundadora en 1702 en Inglaterra del Daily Courant, quien, sin embargo, es quien tiene el mérito internacional como primera mujer editora y periodista de la historia.
Hacia el año 1678, el marido de Francisca, Martín de Huarte, falleció y antes de morir la autorizó para ser la heredera del título de “Impresora de la Muy Noble y Muy Leal Provincia de Guipúzcoa”. Con la condición de que mantuviera la imprenta hasta que algunos de sus hijos Bernardo o Pedro tomaran el relevo. 
En el año 1683, Francisca de Aculodi fundó y dirigió en la ciudad de San Sebastián Noticias Principales y Verdaderas, una revista quincenal que era una traducción al castellano de un periódico editado en Bruselas (en francés), al que se le añadían noticias locales y propias, que ella misma redactaba, figurando su firma solo en los dos primeros años, aunque la revista se editó hasta 1698.
En el año 2013, la Universidad del País Vasco, UPV/EHU, creó la I Edición de los Premios Francisca de Aculodi con el objetivo de impulsar y dar a conocer la inclusión de la perspectiva de género en los trabajos de fin de grado.